# SRT-Pendel
Das SRT-Pendel (ausgeschrieben Skid Resistance Tester) ist ein stationäres Messgerät zur Ermittlung der Griffigkeit von Straßenoberflächen und Markierungen. Es misst die Mikrorauheit und wird zusammen mit dem Ausflussmesser nach Moore eingesetzt, welcher die Makrorauheit misst. Es wurde in Großbritannien entwickelt, um Messungen mit geringem Aufwand durchführen zu können, wird jedoch dort wegen Ungenauigkeit nun nicht mehr verwendet.

## Messgerät
Im Grundprinzip besteht das SRT-Pendel aus einem mit Fußschrauben und einer Dosenlibelle versehenen dreiarmigen Basisgestell, welches eine Säule zur Aufnahme eines Skalenschildes und eines Lagerkopfes nebst Pendelarm und Schleppzeiger trägt. Die Standsicherheit des Messgerätes muss gewährleistet sein.
Am Ende des Pendelarmes ist der so genannte Gleitschuh angebracht, der einen in zwei Achsen beweglichen Gleitkörper trägt. Der Gleitkörper besteht aus einem Gummi mit festgelegtem Härtegrad. Dieser Gleitkörper gleitet beim Auslösen des Pendelarmes mit einem konstanten Anpressdruck von 22,2 Newton und einer Geschwindigkeit von 10 km/h über die mit Wasser benetzte und zu prüfende Oberfläche. Hierbei wird der Reibungswiderstand (entstehender Energieverlust) ermittelt und mittels des Schleppzeigers auf dem Skalenschild angezeigt.
Der hier ermittelte Wert ist der SRT-Wert. Je höher der Durchschlag des eigentlichen Pendels ist, desto geringer ist der Wert der SRT-Einheit und folglich die vorhandene Griffigkeit der Prüfunterlage. Fahrbahnmarkierungen zum Beispiel müssen im Mittel wenigstens eine Griffigkeit von 45 SRT-Einheiten erreichen. Das Messergebnis ergibt sich aus dem Mittelwert aus fünf Messungen. Diese werden im Abstand von 5 Meter entlang einer Linie durchgeführt. An jedem dieser Messpunkte wird der Pendelversuch fünfmal durchgeführt.

## Normung
Das SRT-Pendel ist derzeit das einzige vom CEN harmonisierte Gerät zur Messung der Griffigkeit. In Deutschland ist es derzeit im Straßenbau für Kontrollmessungen zugelassen und muss jährlich durch eine von der BASt zugelassene Kalibrierstelle kalibriert werden. Die Umsetzungsnorm des CEN steht noch aus, es existiert jedoch für die Anwendung auf Holzfußböden die Vornorm CEN/TS 15676.